# Мій Боже милий, знову лихо!
«Мій Боже милий, знову лихо!» — вірш Тараса Шевченка, написаний 1859 року в Санкт-Петербурзі.

## Написання та публікація
Вірш датується дослідниками на підставі змісту й стилістичного аналізу, орієнтовно: квітень — травень 1859 року, місце написання — Санкт-Петербург.
Єдиний відомий текст твору — першодрук у женевському виданні «Кобзаря» (1878); джерело, за яким публікується твір, у виданні не вказане. Значно пізніше В. Доманицький у примітках до «Кобзаря» 1907 року писав, відносячи вірш до часу створення «Юродивого»: «Десь більш-менш до цього, мабуть, часу належить ще один уривок з поезії, що починається „Мій Боже милий, знову лихо!“. Що він належить Шевченкові, про це запевняв д. Хведір Вовк, один з упорядників празького „Кобзаря“ 1876 року, що мав в руках автограф Шевченків — клаптик паперу. Змістом своїм уривок цей немовби свідчить по часи раніші (1853—1854 роки), коли „кати вінчані“ почали „гризтися за маслак“, але з 1850 року і аж до року 1857 року Шевченко не писав нічого по-українськи, а тим більш не держав би в себе там, в Новопетровській кріпості, такого гострого писання». В. Доманицький вмістив текст твору у примітках упорядкованих ним видань «Кобзаря» 1907, 1908 та 1910 років.
Твір уперше вміщено до основного тексту у десятитомному академічному виданні 1939—1963 років і так само — у шеститомному виданні «Повного зібрання творів» поета 1963—1964 років. Єдиної думки щодо автентичності твору, його датування й тлумачення його змісту — точніше, тих реальних подій, на які відгуком він є, все ще не вироблено. У різні часи твір відносили — у зв'язку з натяком на заходи до знищення кріпосного права — або до другої половини 1840-х років, коли діяло Кирило-Мефодіївське товариство, або до того періоду Кримської війни, коли в неї вступили Англія і Франція (1854), або до початку австро-італо-французької війни (квітень 1859 року). Перша дата виглядає надто штучною; вдалу аргументацію проти другої гіпотези подав Доманицький у наведеній вище цитаті; третя гіпотеза, досить переконливо обгрунтована Л. Хінкуловим і — хоча із застереженнями — підтримана Ю. Івакіним. Невизначеність ситуації спостеріг М. Сиваченко, відзначивши проблематичність питань про автентичність, час і місце написання, історичний стимул створення вірша і запропонувавши до розв'язання усіх цих питань вміщувати твір не в основному тексті, а в розділі «Dubia» зібрань творів Шевченка.

## Стилістика
Стилістичний аналіз демонструє відповідність тексту твору поетичній системі Шевченка: вісім рядків твору, написаного чотиристопним ямбом, складають строфоїд з римуванням «аабвбвбг» (поширений у зрілій творчості поета різновид строфіки); останній короткий рядок становить характерний для вірша поета роіпіе (вістря); у п'ятому рядку — властиве Шевченковому віршу перенесення; сміливі рими, до яких не піднісся жоден із сучасників чи близьких наступників Шевченка: «розкувать — потекла — маслак»; «кайдани — вінчанні». Рима «лихо — тихо» неодноразово зустрічається в Шевченковій поезії: «А як не бачиш того лиха, То скрізь здається любо, тихо» («І виріс я на чужині…»); «Розглядає, дивується, Та любо, та тихо, Ніби вчора народилась… А лютеє лихо… В самім серці повернулось».
Поетичний словник твору виявляє належність поетиці Шевченка:
| «Мій Боже милий, знову лихо!» Які ж мене, мій Боже милий, Діла осудять на землі? «Один у другого питаєм...» Мій Боже милий! А трудяще... «Москалева криниця», 1857 Мій Боже милий, як-то мало Святих людей на світі стало! «Подражаніе 11 псалму» | «Було так любо, було тихо...» ...та тихо, Та любо, як у раї. Сховалося у серці лихо... «Наймичка» Покинули свого князя Та любо та тихо... «Княжна» Та тихо, та любо, П’ючи воду погожую, Згадують Максима... «Москалева криниця», 1847 |

| «Кати вінчанні, Мов пси голодні за маслак,» І три папи, і баронство, І вінчані глави «Єретик» ...Мов пси, гризуться Брати з братами, й не схаменуться. «N. N. («0 думи мої! О славо злая!..»)» Гриземося, мов собаки За маслак смердячий... «Неофіти» | «Аж гульк!.. І знову потекла» Мужицька кров! Аж гульк — з Дніпра повиринали Малії діти, сміючись. «Причинна» Аж гульк!.. Іде святий Петро... «Неофіти» Де кров текла козацькая, Трава зеленіє «Тарасова ніч» Мов у різниці, Кров потекла. Ликує Рим! «Неофіти» |

«Ми заходились розкувать...»

Та й заходиться вже будить.
«Я не нездужаю, нівроку...»

Та й знову думать заходивсь
Про те ж таки, що й перше думав.
«Якось-то йдучи уночі...»
Прикладів на вживання таких висловів, як «розкувати кайдани», царі — «кати», багато. Характер лексики, поетичного словника вказує на те, що твір написано в останній період творчості поета; найвагоміші текстові паралелі — з поемою «Неофіти». Дані стилістичного аналізу стверджують як безсумнівну автентичність твору, так і правильність третьої гіпотези про те, що вірш є відгуком на початок австро-італо-французької війни (квітень 1859 року), коли російське суспільство занепокоєно очікувало вступу у війну й Росії. Шевченко мав достатній привід до тривоги, знаючи, що участь у війні стане офіційним приводом до зволікання із селянською реформою.

## Сюжет
У вірші йдеться про початок війни між «катами вінчанними» («І знову потекла // Мужицька кров!»), він дає їй народну оцінку, розмежовуючи ворожі сторони не за національно-державними, а за класовими ознаками. Ідейно-тематично він перегукується з поемою «Кавказ». Цей вірш є одним з найгостріших сатиричних виступів Шевченка проти мілітаризму.